# Ocinebrina
Ocinebrina is een geslacht van weekdieren uit de klasse van de Gastropoda (slakken).

## Soorten
- Ocinebrina aciculata (Lamarck, 1822)
- Ocinebrina corallinoides Pallary, 1912
- Ocinebrina edwardsii (Payraudeau, 1826)
- Ocinebrina epiphanea (Dall, 1919)
- Ocinebrina foveolata (Hinds, 1844)
- Ocinebrina gracillima (Stearns, 1871)
- Ocinebrina helleri (Brusina, 1865)
- Ocinebrina hispidula (Pallary, 1904)
- Ocinebrina hybrida (Aradas & Benoit, 1876)
- Ocinebrina ingloria (Crosse, 1865)
- Ocinebrina inordinata (Houart & Abreu, 1994)
- Ocinebrina interfossa (Carpenter, 1864)
- Ocinebrina lauriatrageae Ceulemans, van Dingenen, Merle & Landau, 2016 †
- Ocinebrina leukos Houart, 2000
- Ocinebrina lurida (Middendorff, 1848)
- Ocinebrina miscowichae Pallary, 1920
- Ocinebrina nicolai Monterosato, 1884
- Ocinebrina paddeui Bonomolo & Buzzurro, 2006
- Ocinebrina piantonii Cecalupo, Buzzurro & Mariani, 2008
- Ocinebrina purpuroidea Pallary, 1920
- Ocinebrina reinai Bonomolo & Crocetta, 2012
- Ocinebrina seftoni (Chace, 1958)
- Ocinebrina squamulifera (Carpenter in Gabb, 1865)